# Jane Leeves
Jane Leeves est une actrice anglaise, née le 18 avril 1961 à Ilford (Royaume-Uni).

## Biographie

### Enfance
Jane Leeves grandit avec ses deux sœurs et son frère, auprès d'une mère infirmière et d'un père ingénieur. Elle rêve dans un premier temps de devenir ballerine mais une blessure à la cheville compromet son espoir professionnel.
Après s'être reconvertie très rapidement dans le mannequinat, elle tente sa chance en tant qu'actrice.

### Vie privée
Elle est mariée à Marshall Coben, un consultant de télévision depuis 1996, avec qui elle a deux enfants dont une fille, Isabella, née le 9 janvier 2001 et un fils William, né le 19 décembre 2003.
Ses anciens collègues de travail Peri Gilpin, John Mahoney et David Hyde Pierce sont parrains de ses enfants.

### Carrière
L'actrice fait ses premiers pas à la télévision dans The Benny Hill Show en 1983, elle y reste jusqu'à l'année suivante.
Elle débute au cinéma en 1985 dans le film Police fédérale Los Angeles de William Friedkin.
De 1986 à 1988 elle est au casting de la série Throb, on peut entre-temps la voir dans un épisode d'Arabesque.
À partir de 1989 elle joue dans Murphy Brown, jusqu'en 1993 mais continue d'apparaître à la télévision dans Mes deux papas, Madame est servie, ou encore Petite fleur.
En 1994, elle joue dans deux films Miracle sur la 34e rue et Mr. Write.
Elle poursuit sa carrière sur le petit écran avec notamment Frasier, où elle est nommée à plusieurs reprises et remporte en 1995 un Q Awards de la meilleure actrice. Malgré son rôle qu'elle garde jusqu'en 2004, l'actrice prend le temps de jouer dans d'autres séries télévisées (Caroline in the City, Destination inconnue, etc.)
Elle prête sa voix à plusieurs séries d'animation comme Hercules en 1998, Les Simpson en 2003, Les Pingouins de Madagascar, ou encore Phinéas et Ferb de 2009 à 2013. Mais également en 2006 dans le film Garfield 2
En 2010, elle incarne pendant quelques épisodes la thérapeute de Lynette et Tom dans Desperate Housewives, puis elle trouve un rôle important dans Hot in Cleveland.
Après cinq ans passé dans Hot in Cleveland, elle joue dans Crowded et Man vs Geek en 2016 et 2017. Puis elle intègre l'année suivante le casting de la série médicale The Resident aux côtés de Matt Czuchry, Emily VanCamp, Bruce Greenwood, ou encore Manish Dayal.

## Filmographie

### Cinéma
- 1985 : Police fédérale Los Angeles (To Live and Die in L.A.) de William Friedkin : Serena
- 1994 : Miracle sur la 34e rue (Miracle on 34th Street) de Les Mayfield : Alberta Leonard
- 1994 : Mr. Write de Charlie Loventhal : Wylie
- 1996 : James et la Pêche géante (James and the Giant Peach) d'Henry Selick : La coccinelle (voix)
- 1999 : La Musique de mon cœur (Music of the Heart) de Wes Craven : Dorothea von Haeften
- 1999 : Amour sous influence (Don't Go Breaking My Hear) de Willi Patterson : Juliet Gosling
- 2002 : The Adventures of Tom Thumb & Thumbelina de Glenn Chaika (voix)
- 2003 : The Event de Thom Fitzgerald : Mona
- 2006 : Garfield 2 (Garfield : A Tale of Two Kitties) de Tim Hill : Eenie (voix)
- 2009 : Endless Bummer de Sam Pillsbury : Liv

### Télévision

#### Séries télévisées
- 1983 - 1984 : The Benny Hill Show : Hill's Angel
- 1986 - 1988 : Throb : Prudence Anne 'Blue' Bartlett
- 1987 : Arabesque (Murder, She Wrote) : Gwen Petrie
- 1989 - 1993 : Murphy Brown : Audrey Cohen
- 1989 : It's a Living : Terry Tedaldo
- 1989 : Flic à tout faire (Hooperman) : Annie
- 1989 : Mr. Belvedere : Professeur Ann Burns
- 1990 : Mes deux papas (My Two Dads) : Harriet
- 1990 : Madame est servie (Who's the Boss ?) : Ms. Adams
- 1991 : Petite fleur (Blossom) : Sheila
- 1992 / 1998 : Seinfield : Marla
- 1992 : Red Dwarf : Holly
- 1992 : Just Deserts : Amy Phillips
- 1993 - 2004 : Frasier : Daphne Moon Crane
- 1995 : Caroline in the City : Daphne Moon
- 1996 : Destination inconnue (Pandora's Clock) : Rachel Sherwood
- 1996 : The Great War and the Shaping of the 20th Century : Caroline Webb (voix)
- 1998 : Hercules : Athena (voix)
- 2003 : Les Simpson (The Simpson) : Edwina (voix)
- 2006 : Twenty Good Years : Mary Frances
- 2006 : Misconceptions : Amanda Watson
- 2008 : Starter Wife (The Starter Wife) : Ann Hefton
- 2009 / 2011 : Les Pingouins de Madagascar (The Penguins of Madagascar) : Lulu (voix)
- 2009 - 2013 : Phinéas et Ferb (Phineas and Ferb) : Amiral Wanda Acronym (voix)
- 2010 : Desperate Housewives : Dr Graham
- 2010 : Notes from the Underbelly : Gracie
- 2010 - 2015 : Hot in Cleveland : Joy Scroggs
- 2016 - 2017 : Lego Star Wars : Les Aventures des Freemaker (Lego Star Wars : The Freemaker Adventures) : Commandant Estoc (voix)
- 2016 : Crowded : Gwen
- 2017 : Man vs Geek (The Great Indoors) : Sheryl
- 2017 - 2019 : Mickey et ses amis : Top départ ! (Mickey and the Roadster Racers) : La reine d'Angleterre / Babette Beagle (voix)
- 2018 - 2020 : The Resident : Dr Kitt Voss
- 2018 : Ours pour un et un pour t'ours (We Bare Bears) : Ari (voix)

#### Téléfilms
- 1981 : Nice to See You ! de Keith Beckett : Une femme

## Distinctions

### Récompenses
- 1995 : Q Awards : Meilleure actrice dans une série comique pour Frasier

### Nominations
- 1994 : Golden Globe Award : Meilleure actrice dans un second rôle dans une série télévisée, une mini-série ou un téléfilm pour Frasier
- 1994 : Q Awards : Meilleure actrice dans une série télévisée comique pour Frasier
- 1997 : Q Awards : Meilleure actrice dans une série télévisée comique pour Frasier
- 1998 : Q Awards : Meilleure actrice dans une série télévisée comique pour Frasier
- 1998 : Primetime Emmy Awards : Meilleure actrice dans un second rôle dans une série télévisée pour Frasier
- 1999 : Q Awards : Meilleure actrice dans une série télévisée comique pour Frasier
- 1999 : Satellite Awards : Meilleure actrice dans un second rôle dans une série télévisée comique ou musicale pour Frasier
- 2000 : Q Awards : Meilleure actrice dans une série comique pour Frasier
- 2001 : TV Guide Awards : Meilleure actrice dans un second rôle dans une série télévisée comique pour Frasier
- 2003 : Satellite Awards : Meilleure actrice dans un second rôle dans une série télévisée comique ou musicale pour Frasier
- 2011 : Screen Actors Guild Awards : Meilleure distribution pour une série télévisée comique pour Hot in Cleveland